# Rezerwat przyrody Kantor Stary
Rezerwat przyrody Kantor Stary – leśny rezerwat przyrody utworzony w 1996 r. na terenie gminy Liw.
Celem ochrony jest zachowanie ze względów naukowych i dydaktycznych wielogatunkowych drzewostanów liściastych z licznymi drzewami pomnikowymi. Obiektem ochrony są lasy sosnowo-jesionowo-dębowe tworzące zbiorowiska grądów wysokich, typowych i niskich. Na terenie rezerwatu udokumentowano występowanie kilku gatunków storczyków i wawrzynka wilczełyko. Rezerwat jest ostoją ptaków, tj. krogulec i brodziec samotny jak również dużych ssaków tj. jeleń, dzik i sarna.
Obszar rezerwatu jest objęty ochroną czynną.